# Neufchef
Neufchef é uma comuna francesa na região administrativa de Grande Leste, no departamento de Mosela. Estende-se por uma área de 16,72 km². Em 2010 a comuna tinha 2 643 habitantes (densidade: 158,1 hab./km²).